# Vương cung thánh đường Đức Mẹ Candelaria
Vương cung thánh đường Đức Mẹ Candelaria (Tiếng Tây Ban Nha: Basílica y Real Santuario Mariano de Nuestra Señora de la Candelaria hoặc chỉ đơn giản là: Basílica de la Candelaria) là một tiểu vương cung thánh đường của Giáo hội Công giáo Rôma và là một trong những đền thờ tôn kính Đức Maria đầu tiên trên Quần đảo Canaria (Tây Ban Nha). Nó nằm cách ở Candelaria, khoảng 20 km (12 dặm) về phía Nam Santa Cruz de Tenerife, vốn của hòn đảo.
Vương cung thánh đường này được dành riêng cho việc tôn kính Đức Mẹ Candelaria (Người bảo trợ của quần đảo Canary). Công trình này được chính quyền quần đảo Canary tuyên bố là một trung tâm văn hóa quan trọng. Nó được thiết kế bởi kiến trúc sư José Enrique Marrero Regalado.

## Lịch sử
Vào năm 1390, Candelaria vẫn còn là một nơi đơn độc với những sa mạc khô cằn nơi các thổ dân địa phương của xứ Menceyato de Güímar (thuộc vương quốc Tây Ban Nha) dùng làm nơi chăn thả gia súc. Vào một buổi tối, hai người dân địa phương (Guanches) trong khi dẫn đàn gia súc của mình phát hiện thấy một số con dê tách khỏi đàn và đến miệng của khe núi. Họ nghĩ rằng có ai đó định lấy cắp chúng nhưng khi đi về trước trên một tảng đá, họ đã thấy hình ảnh Linh thiêng của Đức Trinh Nữ Candelaria (người sau này được tuyên bố là đấng bảo trợ của quần đảo Canary).
Các mục đồng tin rằng ông là một malefico và đã cố gắng để làm tổn thương cô, nhưng cuối cùng lại tổn thương chính mình. Sau đó cúi đầu trước cô ấy và được chữa lành và nhận ra rằng nó là một phép lạ. Cô được đưa vào các hang động phục vụ các cung điện vua Thổ dân. Sau sự xuất hiện của phe thắng trận Tây Ban Nha đã được công nhận là Maria, và đã được chuyển đến một hang động nằm phía sau nhà thờ hiện tại và bắt đầu tôn kính công khai của ông.
Năm 1672, một đền thờ lớn được xây dựng để tôn vinh Đức Trinh Nữ, nhưng đã bị phá hủy bởi hỏa hoạn vào năm 1789. Nhà thờ hiện nay được xây dựng giữa năm 1949 và 1959, là một nhà thờ với ba gian dọc và nhà nguyện phụ. Nhấn mạnh gác chuông 45 mét. Ngôi đền có một năng lực cho 5.000 tín đồ, làm cho nó là một trong những lớn nhất ở Tây Ban Nha. Vào ngày 24 tháng 1 năm 2011 đã được công bố là một Vương cung thánh đường Đức Giáo hoàng Benedict XVI.
Mỗi ngày 02 tháng 2 và 15 tháng 8, hàng ngàn khách hành hương từ khắp nơi trên quần đảo và từ các bộ phận khác của Tây Ban Nha đến đền thờ để kỷ niệm Đức Mẹ Candelaria.

## Gallery

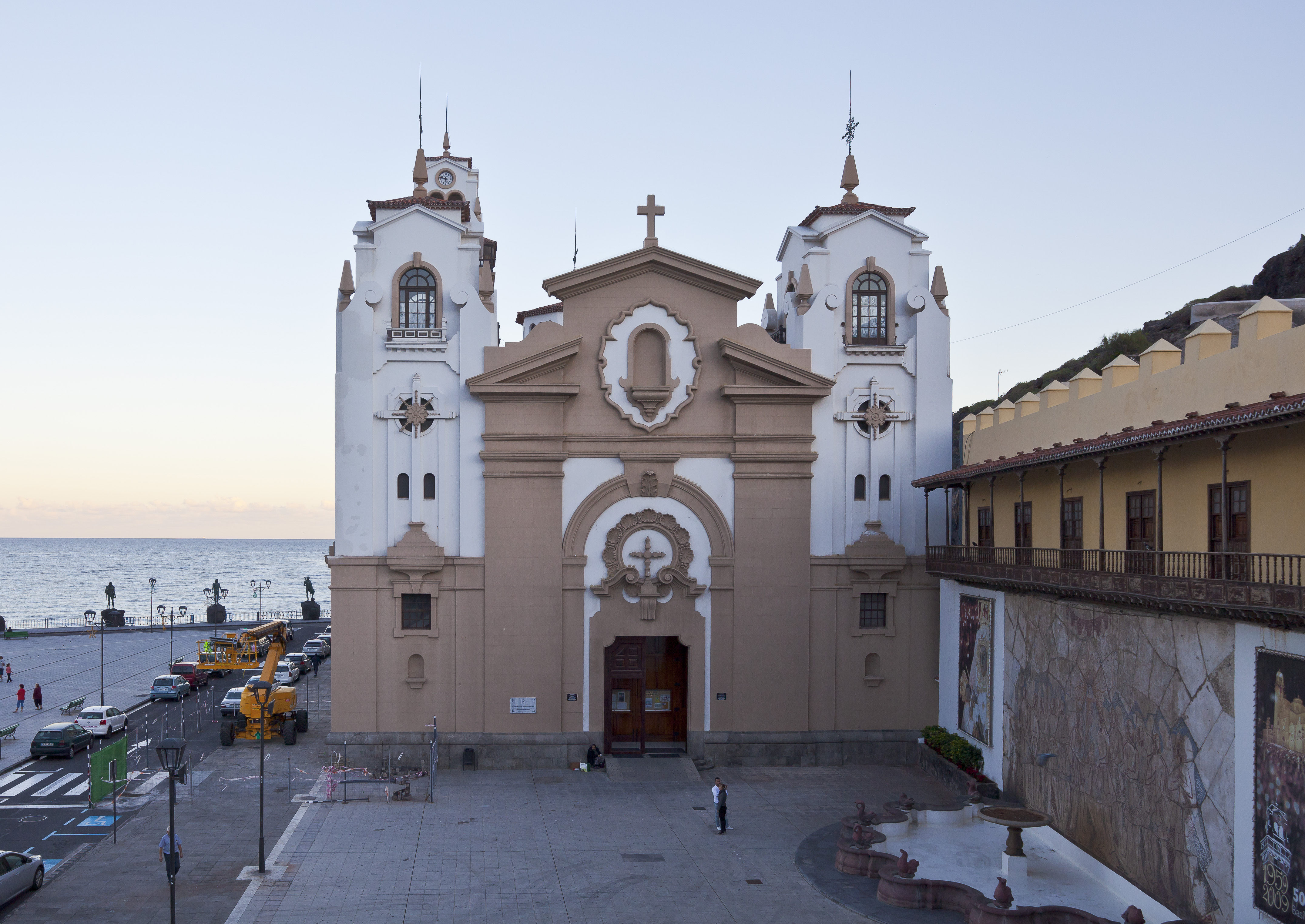
Mặt tiền của ngôi đền.
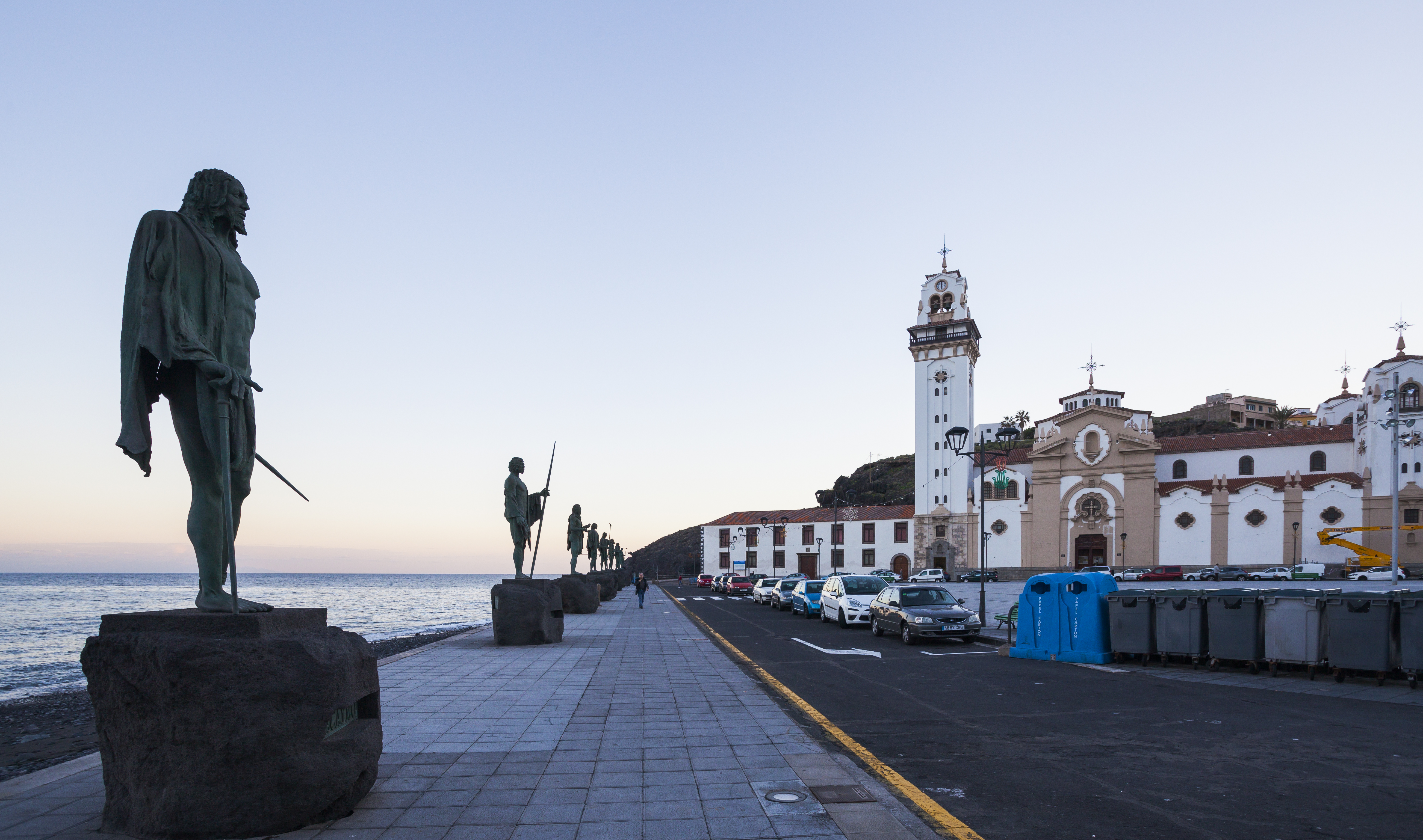
Tượng của các vị vua trước đây của hòn đảo.
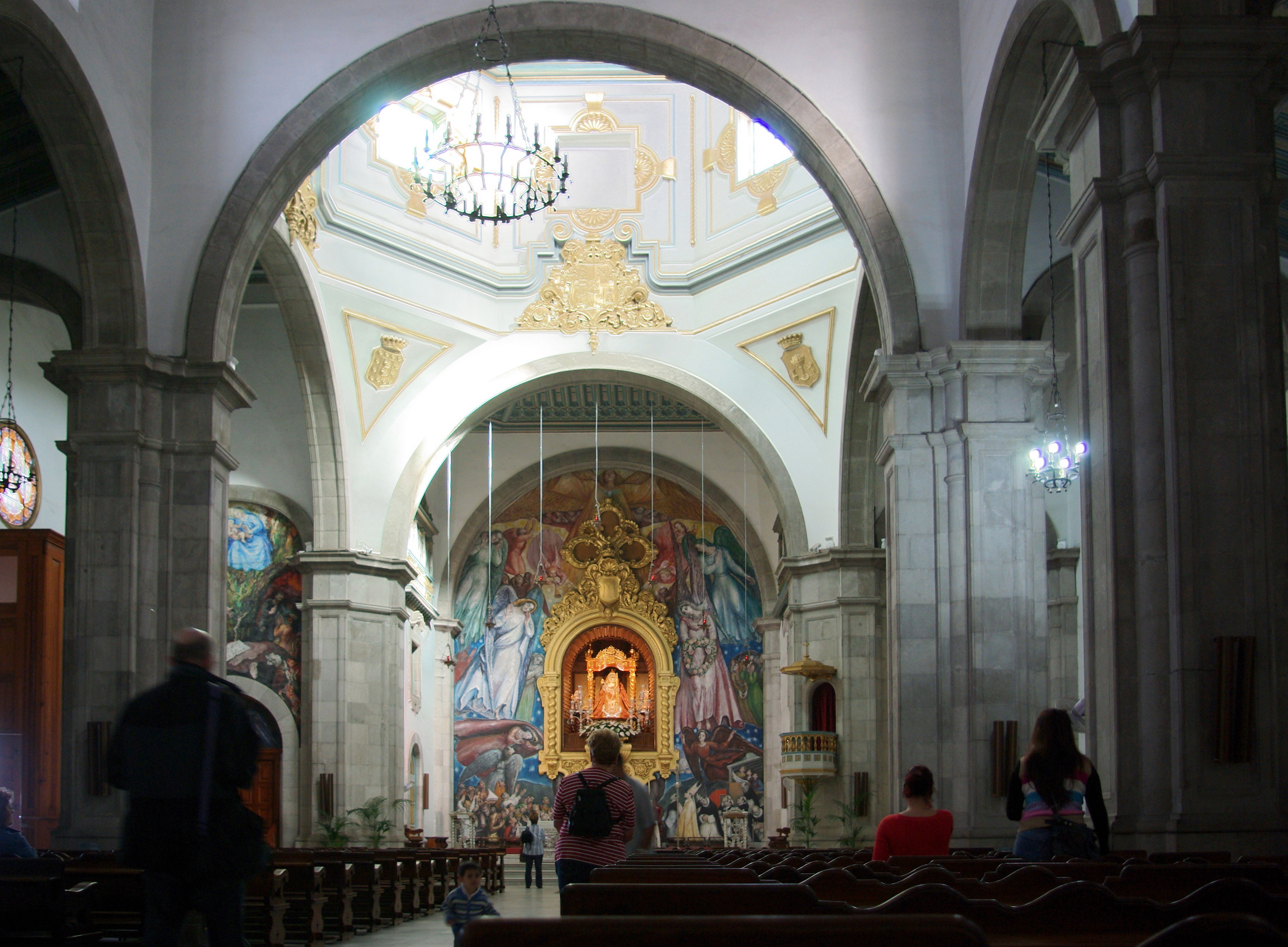
Nội thất của Vương cung thánh đường.
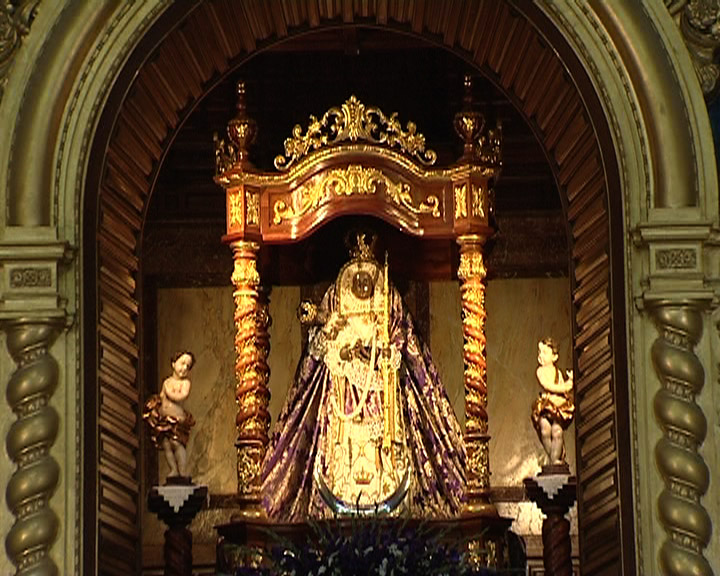
Đức Mẹ Candelaria (bảo trợ của Quần đảo Canaria).